# Ivanovói terület
Az Ivanovói terület (oroszul: Ивановская область, magyar átírásban: Ivanovszkaja oblaszty) az Oroszországi Föderációt alkotó jogalanyok egyike, mely a Központi szövetségi körzethez tartozik.
Az európai országrész központi vidékén, Moszkvától északkeletre fekszik. Északon a Kosztromai, keleten a Nyizsnyij Novgorod-i, délen a Vlagyimiri, északnyugaton a Jaroszlavli terület határolja. Székhelye Ivanovo.
Területe 23 900 km², ezzel a Kalinyingrádi terület után az Oroszországi Föderáció második legkisebb régiója. Lakossága 1 114 900 fő (2005), népsűrűsége 51,1 fő/km².

## Természetföldrajz

### Domborzat, vízrajz
A terület a Kelet-európai-síkvidék középső sávjában, a Felső-Volga mentén, egy kisebb rész kivételével annak jobb partján fekszik. Keleten természetes határát képezi a Nyizsnyij Novgorod-i-víztározó, egy rövid déli szakaszon a Kljazma folyó. Felszíne enyhén dombos, de alapvetően sík vidék, kisebb folyóvölgyekkel és vízmosásokkal. Északi, északnyugati részét a Volga és a Kljazma morénahátak láncolatából álló vízválasztója alkotja, melynek legmagasabb pontja is csak 196 m. Keleten a folyók bal partját és a Luh-folyó homokos, erdős völgyét kisebb tavak, tőzeges lápok borítják. A nyugati rész erősebben tagolt, de szintén alacsony, dombos vidék.
Az európai országrész legnagyobb folyója, a Volga 173 km-en át folyik az Ivanovói területen: északi vidékein nyugat-keleti irányban, majd a Nyemda és az Unzsa torkolatánál éles kanyarral délnek fordul. Innentől medre az 1956-ban megépített Nyizsnyij Novgorod-i-víztározóban (népszerű nevén: Gorkiji tengerben) folytatódik.
A terület egésze a Volga vízgyűjtőjének részét képezi, de folyóvizeit a déli határ mentén haladó Kljazma gyűjti össze. A Volga–Kljazma vízválasztóján erednek és indulnak dél felé a Kljazma bal oldali mellékfolyói: a Nyerl, az Uvogy, – ennek partján fekszik Ivanovo, – a Tyeza és a Luh. Az összterület közel 3%-át alkotó mocsarak többsége ezek völgyében található. A mintegy 150-200 kisebb állóvíz közül legismertebb az Ivanovótól 40 km-re délnyugatra elterülő Rubszkoje-tó (300 ha).

### Éghajlat
Éghajlata mérsékelten kontinentális, mérsékelten hideg téllel és ugyancsak mérsékelten meleg nyárral. Leghidegebb hónap a január, középhőmérséklete –12 °C, a júliusi középhőmérséklet 18 °C. A júliusi legmagasabb hőmérséklet éves átlagban 23 °C. A csapadék mennyisége 600–650 mm.

### Növény- és állatvilág
A tajgaövezet déli határán fekvő régió jellemző növényzete a vegyes erdő. A legnagyobb összefüggő erdők a Volga és a Kljazma bal partján, a Nyerl mentén és keleten húzódnak. Uralkodó fafajták az erdeifenyő és a nyír, kisebb mértékben a lucfenyő és a nyárfa. Általában elterjedtek a humuszban szegény, podzolos talajok; a folyóvölgyek mentén és keleten a lápos talajok az uralkodók. A termékenyebb szürke erdei talajok és csernozjom inkább csak a délnyugati részeken található.
Az állatvilágot jávorszarvas, szürke farkas, vaddisznó, a kisebb emlősök közül vörös róka, görény, mezei nyúl képviseli. A madarak között gyakori a nyír- és a siketfajd, a császármadár, a fogoly; a mocsaras vidékeken legelterjedtebbek a különféle vadludak és vadkacsák. A területen 240 madárfajt számoltak össze, ebből 20 védett faj neve az oroszországi Vörös Könyvben is megtalálható, például erdei fülesbagoly, fehér fogoly, halászsas, nagy fakopáncs, erdei szalonka, fekete gólya. A vizekben többek között csuka, ezüstkárász, fogassüllő, csapósügér, bodorka, dévérkeszeg, harcsa él.

### Természetvédelem
A Kljazma mentén kialakított természetvédelmi terület elsődleges célja a hódok és pézsmapockok élőhelyeinek megóvása, de kiemelt feladata a madarak védelme is. A 21 000 hektárnyi védett rész a Juzsai és a Szavinoi járásban található, kisebb darabja a Vlagyimiri terület Kovrovi járásához tartozik.

## Történelem
A mai Ivanovói terület egyes tájait eredetileg a finnugor merják lakták, emléküket számos földrajzi név és régészeti ásatásból előkerült lelet őrzi. Később a szláv krivicsek kezdték betelepíteni a vidéket. A Volga és az Oka közötti földeken létrejött Rosztov-Szuzdali fejedelemség, (utóbb: Vlagyimir-Szuzdali fejedelemség) fontos hadiútja a mai Gavrilov-Poszad, Anykovo településeken át vezetett. A Volga jobb partján lévő város, Jurjevec helyén már 1225-ben erődítményt emeltek. A korai orosz állam határvidékén épített középkori erődítmények maradványai máig fennmaradtak: Pljosz, Kinyesma, Jurjevec (a Volga jobb partján), továbbá Suja és Luh településeken. Itt húzódtak a 17. században a gazdag bojárcsalád, a Sujszkijok birtokai.
A 17. század eleji zűrzavaros idők (szmutnoje vremja) harcai errefelé nagy pusztítást okoztak, a települések zömét kifosztották vagy felégették. A kormányzóságok megalakítása (1708) után a területen a Moszkvai és a Kazányi, majd a Vlagyimiri és a Kosztromai kormányzóság osztozott. Az első lenvászonszövő manufaktúrát 1719-ben Kohma településen alapították, majd 1741-től Ivanovo faluban is manufaktúrát nyitottak, és a vidék a 19. században fellendülő szövőipar központja lett. A gyapot, a gőzgép, majd – ezen a vidéken 1868-tól kezdve – a vasút térhódításával kialakult a pamutipar. A két település egyesítésével létrejött Ivanovo-Voznyeszenszk (később: Ivanovo) textilüzemeiben már több ezren dolgoztak, amikor 1905-ben munkástanácsok alakultak.
A munkásmozgalmi hagyományok is közrejátszhattak abban, hogy a kialakuló szovjet rendszer 1918-ban a várost kormányzósági székhellyé tette. 1929-ben a környező három kormányzóság részeinek bevonásával megalakították az Ivanovo-Voznyeszenszki ipari területet (később: Ivanovói terület), melynek profilja a textilipar lett, majd 1936-ban ebből leválasztották és létrehozták a Jaroszlavli területet. 1994-ben kisebb határmódosítást hajtottak végre: a központból nehezen megközelíthető Szokolszkojei járást (a Volga bal partján) a Nyizsnyij Novgorod-i területhez csatolták.

## Gazdaság

### Ipar
Kitermelőipara tőzeg és egyes építőipari alapanyagok bányászatára korlátozódik, tőzegkészletei azonban nagy mértékben csökkentek. A terület hagyományosan az oroszországi textilipar központja. 1970-ben az iparban foglalkoztatottak 60%-a a textilipar valamelyik ágában dolgozott. Az ipar egyoldalú orientációja a szovjet időszak folyamán lényegesen csökkent. Fontos ágazattá vált a szerszámgépgyártás: autódaruk, esztergagépek, tőzegkitermelő- és textilipari gépek gyártása. A vegyipar (Ivanovo, Zavolzsszk) elsősorban textilipari festékeket állít elő. A fafeldolgozó- és az élelmiszeripar is jelentős. Országszerte híresek Paleh és Holuj települések hagyományos kézműipari termékei, festett és lakkozott dobozai, szelencéi, egyéb dísztárgyai.
A terület legnagyobb hőerőműve Ivanovótól 35 km-re, Komszomolszk városkában működik. Évtizedekig helyben kitermelt tőzeggel üzemelt, végül 1985-ben leállították, majd földgázüzeműre állították át. A jelenleg (2007 elején) folyamatban lévő igen jelentős fejlesztés és rekonstrukció befejeztével az európai országrész egyik legkorszerűbb hőerőműve lesz.

### Mezőgazdaság
A mezőgazdaság jelentős mértékben a városok ellátását tekinti feladatának (tej, burgonya, zöldség); fő ágazata a szarvasmarhatenyésztés. A földművelésben kiemelt szerepe van a burgonya és a takarmánynövények (szemestakarmány) termesztésének. Luh városka környéke hagyományos hagymatermesztő vidék, és számottevőek a gyógyszeriparban hasznosított gyöngyvirág ültetvényei. A legfontosabb ipari növény azonban ma is a len, melynek nagyobb vetésterületei az északi és keleti körzetekben alakultak ki. Gabonaféléket főleg a termékenyebb délkeleti talajokon termesztenek.

### Közlekedés
A Volga az ország legforgalmasabb víziútja, mely a folyami személy- és teherszállítás számára kedvező lehetőségeket biztosít. A terület volgai kikötőjét, a jobb parton fekvő Kinyesmát Ivanovóval vasútvonal köti össze. Jelentős a hajózás a Kljazmán is, mellékfolyói közül a Tyeza alsó folyása (Suja városig) szintén hajózható.
Az úthálózat helyi viszonylatban sűrűnek számít. Ivanovóból több közeli, egyenlő távolságban (100–120 km-re) lévő történelmi város – Kosztroma, Vlagyimir, Jaroszlavl – közúton is, vasúton is könnyen elérhető. A Volga itteni szakaszán nem épült híd, ezért a bal parti, ritkábban lakott vidékre (Zavolzsszk) a központból csak nagy kerülővel lehet eljutni.

## Népesség
A lakossága összlétszáma 1 114 900 fő (2005), ebből a városban lakók aránya 80,5% (2005). A népsűrűség 51,1 fő/km².
Nemzetiségi összetétel a 2002-es népszámlálási adatok szerint (ezer fő): oroszok (1075,8); ukránok (10,6); tatárok (8,2); örmények (4,0); belaruszok (3,5); azeriek (3,2); cigányok (2,0); mordvinok (1,9); csuvasok (1,6); moldávok (1,2).

### A legnépesebb települések

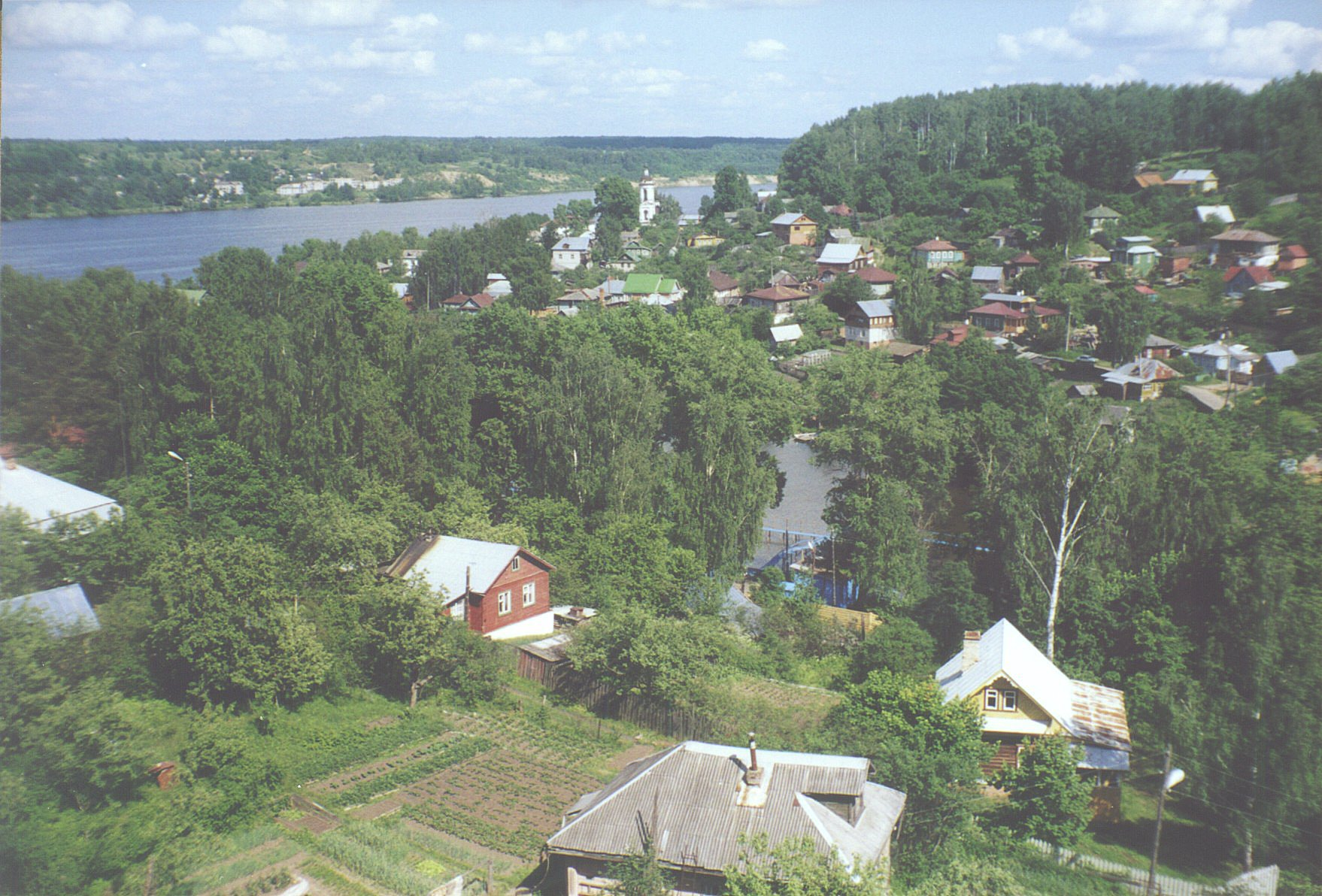
Pljosz városka, 2005

A lélekszám 2005. január 1-jén (ezer fő):
- Ivanovo – 418,2
- Kinyesma – 94,2
- Suja – 60,8
- Vicsuga – 39,7
- Furmanov – 38,5
- Tyejkovo – 36,0
- Kohma – 28,6
- Rodnyiki – 27,9
- Privolzsszk – 18,0
- Juzsa – 15,3
- Zavolzsszk – 12,6
- Jurjevec – 12,2
- Navoloki – 10,7
- Pucsezs – 10,0

## Politika, közigazgatás
A Ivanovói terület élén a kormányzó áll.
- 2013-ig Mihail Meny volt a kormányzó, akit Vlagyimir Putyin elnök előterjesztése alapján a helyi törvényhozói gyűlés 2005. november 22-én egyhangúlag választott meg. Előtte, 2000-től a Moszkvai terület kormányzóhelyettese, később Moszkva város polgármesterének egyik helyettese volt.
- Sztanyiszlav Szergejevics Voszkreszenszkij :
  - 2017. októbertől a kormányzói feladatokat ideiglenesen ellátó megbízott.
  - Kormányzónak megválasztva 2018. szeptember 9-én.[1]

Területi parlamenti (duma) választásokat utoljára 2005. december 4-én tartottak. Az addig folyamatosan „vörösnek” számító régió törvényhozásában első alkalommal szorultak háttérbe a kommunisták. A választások eredményeként a területi dumában három párt jutott képviselői helyekhez:
- Egységes Oroszország Párt: 33 hely
- Liberális Demokrata Párt: 4 hely
- Kommunista Párt: 3 hely

2006 óta az Ivanovói területen 181 helyi önkormányzat működik. Közülük 6 városi körzet (gorodszkoj okrug) és 21 járás (rajon), továbbá 25 városi község (gorodszkoje poszelenyije) és 129 falusi község (szelszkoje poszelenyije). A városi körzetek és a járások a következők:

### Városi körzetek
- Ivanovo
- Kinyesma
- Kohma
- Suja
- Tyejkovo
- Vicsuga

### Járások
A közigazgatási járások neve, székhelye és 2010. évi népességszáma az alábbi:
| Magyar név               | Orosz név                 | Székhely                | Lélekszám |
| ------------------------ | ------------------------- | ----------------------- | --------- |
| Furmanovi járás          | Фурмановский район        | Furmanov                | 6 733     |
| Gavrilov Poszad-i járás  | Гаврилово-Посадский район | Gavrilov Poszad         | 17 591    |
| Iljinszkojei járás       | Ильинский район           | Iljinszkoje-Hovanszkoje | 9 703     |
| Ivanovói járás           | Ивановский район          | Ivanovo                 | 66 398    |
| Jurjeveci járás          | Юрьевецкий район          | Jurjevec                | 15 930    |
| Juzsai járás             | Южский район              | Juzsa                   | 25 728    |
| Kinyesmai járás          | Кинешемский район         | Kinyesma                | 23 258    |
| Komszomolszki járás      | Комсомольский район       | Komszomolszk            | 20 263    |
| Lezsnyevói járás         | Лежневский район          | Lezsnyevo               | 19 001    |
| Luhi járás               | Лухский район             | Luh                     | 9 273     |
| Palehi járás             | Палехский район           | Paleh                   | 10 884    |
| Pesztyaki járás          | Пестяковский район        | Pesztyaki               | 7 160     |
| Privolzsszki járás       | Приволжский район         | Privolzsszk             | 26 327    |
| Pucsezsi járás           | Пучежский район           | Pucsezs                 | 13 863    |
| Rodnyiki járás           | Родниковский район        | Rodnyiki                | 35 846    |
| Sujai járás              | Шуйский район             | Suja                    | 21 682    |
| Szavinói járás           | Савинский район           | Szavino                 | 12 079    |
| Tyejkovói járás          | Тейковский район          | Tyejkovo                | 12 232    |
| Verhnyij Langyeh-i járás | Верхнеландеховский район  | Verhnyij Langyeh        | 5 348     |
| Vicsugai járás           | Вичугский район           | Vicsuga                 | 20 201    |
| Zavolzsszki járás        | Заволжский район          | Zavolzsszk              | 18 468    |